# 서초문화예술정보학교
서초문화예술정보학교는 서울특별시 서초구 서초동 소재의 각종학교이다. 직업교육을 원하는 서울특별시 소재 일반 고등학교에 재학 중인 학생에게 예술,정보분야의 직업교육을 가르치는 학교로 이전한 옛 영동중학교 부지에 개교하였다.

## 연혁
- 2014년 4월 15일 : 개교

## 학과
- 실용음악과
- 미디어콘텐츠과
- 캐릭터디자인과
- 외식조리과
- 카페베이커리과
- 미용예술과